# GNU Libtool
GNU Libtool est un logiciel libre du projet GNU qui sert à créer des bibliothèques portables.

## Contexte
Dans le passé, si un programmeur voulait profiter des avantages des bibliothèques dynamiques, il devait écrire du code spécifique à chacune des plateformes sur lesquelles la bibliothèque était compilée.  Il devait aussi écrire un système de configuration permettant à l'utilisateur qui installe le logiciel de décider quel type de bibliothèque compiler.

## Caractéristiques
Libtool simplifie la tâche du programmeur en encapsulant à la fois les dépendances par rapport à chaque plateforme, ainsi que l'interface utilisateur, dans un seul script.  Cet outil est conçu de façon que toute la fonctionnalité de chaque plateforme soit accessible via une interface générique, tout en cachant les détails obscurs au programmeur.
L'interface de Libtool vise à être cohérente.  Les utilisateurs ne sont pas supposés devoir lire de la documentation de bas niveau pour réussir à faire compiler des bibliothèques dynamiques.  Ils devraient n'avoir qu'à exécuter le script configure (ou un équivalent), et Libtool devrait se charger des détails.
On utilise typiquement Libtool avec Autoconf et Automake, deux autres outils du système de compilation GNU.

## Problèmes liés à libtool
- libtool s'utilise très mal dans les environnements de compilation croisée, le fait qu'il enregistre des informations en dur dans les fichiers .la (chemin vers les bibliothèques…) peut poser plus de problèmes que cet outil n'en résout.
- libtool peut entraîner des erreurs de liaison toujours à cause des fameux .la.
- créer une bibliothèque dynamique est souvent plus facile en faisant un man ld qu'en essayant d'utiliser libtool, avec gnu ld, -shared -Bdynamic -soname suffisent à créer une bibliothèque dynamique.

## Historique des versions
| Version | Date de sortie    | Principaux changements |
| ------- | ----------------- | --- |
| 2.4     | 24 septembre 2010 | Utilisation simplifiée en environnement de compilation croisée avec le support « sysroot » (mêmes préfixes utilisés sur machines hôte et distante, il trouve les dépendances dans le « sysroot » du compilateur. Des erreurs de liaison peuvent intervenir sans le support sysroot. |
| 2.4.2   | 18 octobre 2011   | Support natif du langage Go en utilisant une compilation gccgo. |